# Supayacetus
Supayacetus is een geslacht van uitgestorven walvisachtigen uit de familie Basilosauridae binnen de onderorde Archaeoceti. Deze vroege walvisachtige leefde in het Midden-Eoceen langs de Pacifische kust van Zuid-Amerika (Peru). Supayacetus was een kleine walvisachtige met het formaat van een hedendaagse tuimelaar. 

## Etymologie
Het geslacht is genoemd naar Supay, de Inca-god van de dood, en ketos Grieks voor walvis.

## Fossiele vondst
Het enige fossiel van Supayacetus is gevonden in de Paracas-groep in het Pisco-bekken in Peru en dateert van ongeveer 42 miljoen jaar geleden. MUSM-1465 is een gedeeltelijk skelet bestaande uit tanden, deel van de wervelkolom, ribben, delen van de voorpoot en een deel van het borstbeen. In dezelfde afzettingen zijn fossielen van de verwante Ocucajea, de vierpotige walvisachtige Peregocetus en pinguïns gevonden.

## Beschrijving
Supayacetus is bekend van het holotype MUSM 1465, een gedeeltelijk skelet. Als Ocucajea werd hij verzameld in de Archaeocete Valley vindplaats, in de Paracasformatie van het Pisco-bekken ongeveer 40,4 tot 37,2 miljoen jaar geleden. Hij kreeg de naam van Uhen et al. 2011 en de typesoort Supayacetus muizoni is een eerbetoon aan paleontoloog Christian de Muizon, die veel heeft bijgedragen aan de Peruaanse paleontologie.
Onderscheidende kenmerken van Supayacetus zijn: een T-vormig manubrium met een staafvormig uitsteeksel; wangtanden met bijkomende denticles; een breed schouderblad met een grote fossa infraspinos; een opperarmbeen met een grote en halfronde kop, goed gedefinieerde proximale tuberositas, een lange deltopectorale kam en een brede schacht. Vergeleken met andere basilosauriden is Supayacetus groter dan Protocetus, maar zijn schedel en wervels zijn kleiner dan bij andere basilosauriden.